# La Chaux-de-Fonds International 1992
Die La Chaux-de-Fonds International 1992 im Badminton fanden vom 5. bis zum 8. März 1992 im Pavillon des Sports in La Chaux-de-Fonds statt. Das Preisgeld betrug 8.000 Schweizer Franken.

## Sieger und Platzierte
| Disziplin    | Gold                             | Silber                        | Bronze                             |
| ------------ | -------------------------------- | ----------------------------- | ---------------------------------- |
| Herreneinzel | Anders Nielsen                   | Bryan Blanshard               | Pierre Pelupessy                   |
| Herreneinzel | Anders Nielsen                   | Bryan Blanshard               | Chris Bruil                        |
| Dameneinzel  | Astrid van der Knaap             | Eline Coene                   | Irina Serova                       |
| Dameneinzel  | Astrid van der Knaap             | Eline Coene                   | Doris Piché                        |
| Herrendoppel | Detlef Poste Volker Renzelmann   | Michael Keck Robert Neumann   | Stefan Frey Stephan Kuhl           |
| Herrendoppel | Detlef Poste Volker Renzelmann   | Michael Keck Robert Neumann   | Dean Galt Kerrin Harrison          |
| Damendoppel  | Eline Coene Erica van den Heuvel | Tammy Jenkins Rhona Robertson | Bożena Bąk Wioletta Wilk           |
| Damendoppel  | Eline Coene Erica van den Heuvel | Tammy Jenkins Rhona Robertson | Andrea Findhammer Anne-Katrin Seid |
| Mixed        | Michael Keck Anne-Katrin Seid    | Jerzy Dołhan Bożena Haracz    | Heinz Fischer Sabine Ploner        |
| Mixed        | Michael Keck Anne-Katrin Seid    | Jerzy Dołhan Bożena Haracz    | Robert Neumann Karen Stechmann     |